# Клепачівський Костянтин Йосипович

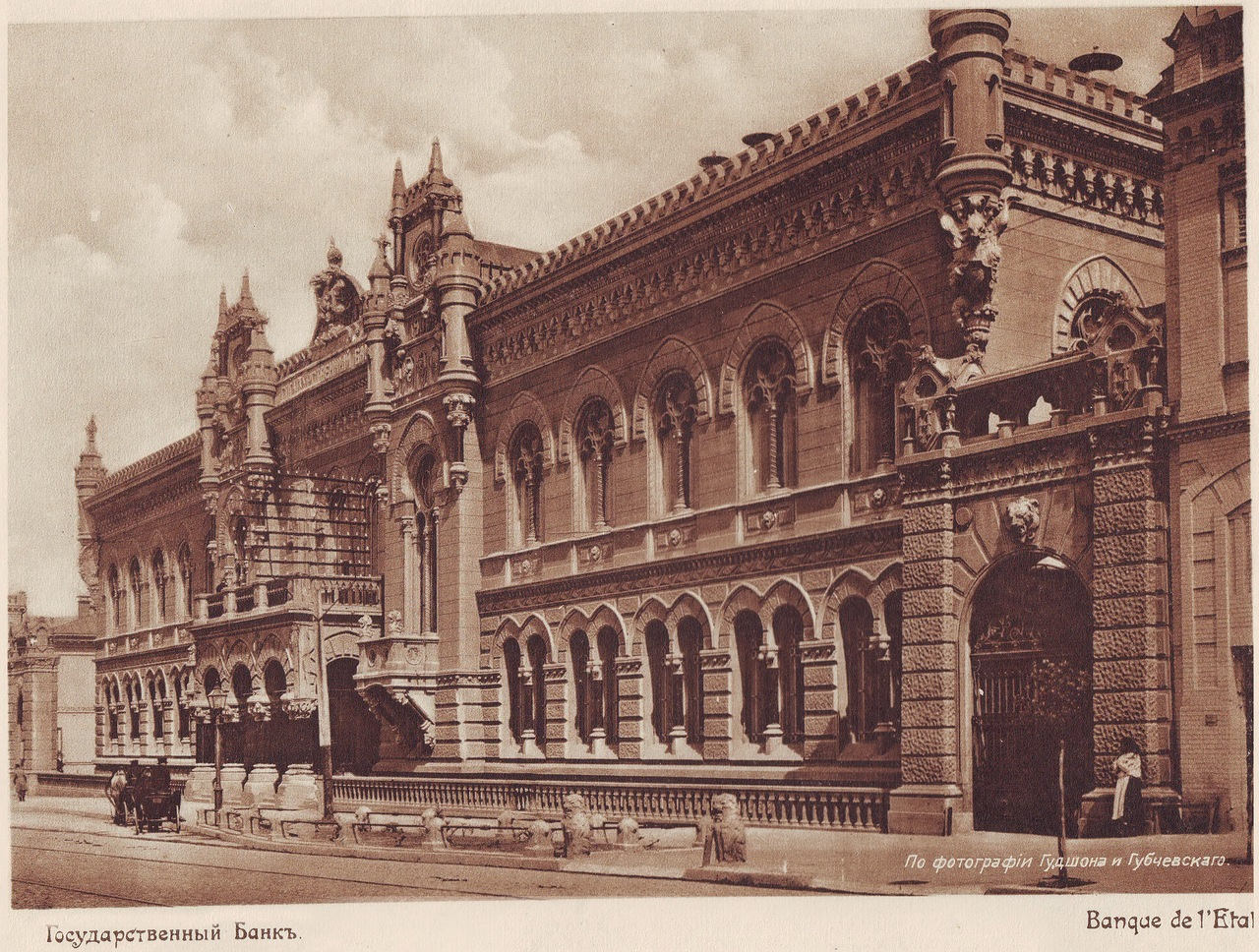
Споруда Державного банку УНР

Клепачівський Костянтин Йосипович (нар. 12(24) жовтня 1887, Хутір Волошиної-Долини, Хорольський повіт, Полтавська губернія, Російська імперія — пом. 14 травня 1979, Зайон, Іллінойс, США) — український фінансист, правник та громадський діяч, організатор та Директор Українського Державного банку УНР.

## Біографія
Народився на хуторі Волошиної-Долини, Хорольського повіту, Полтавської губернії (нині с. Новоіванівка Хорольського району Полтавської області України) у родині священика Йосипа Ілларіоновича Клепачівського та його дружини Єфросинії.
Коли йому виповнилося 8 років, родина перебралася до Лохвиці.
Навчався у Лубнах, потім у духовній семінарії в Житомирі, де був диригентом хору семінаристів. Разом з трьома товаришами пішов до управи семінарії в вимогою, «аби літургія в семінарії була лише українською мовою». Виключений із семінарії із «вовчим білетом». Завершив духовну освіту у Казані.
Вивчав право на юридичному факультеті Петроградського університету, після чого працював аплікатором у столичному Окружному суді. Невдовзі, дякуючи допомозі професора Михайла Туган-Барановського, отримав місце в інспекційному відділі Державного банку Російської імперії.
Був членом української студентської громади Петрограду.
У грудні 1917 року повернувся в Україну, до Києва, де почав працювати у фінансовій сфері, очолюваній Генеральним секретарем фінансів М. Туган-Барановським. Став одним із перших працівників, фактично одним із організаторів і директором Українського Державного банку. Одним із його останніх рішень у 1920 році було асигнування емісії 1000-гривневих банкнот УНР, друк яких замовили у Відні за проєктом видатного художника і графіка Георгія Нарбута.
Дружина його була із відомого роду Араксів. Мав доньку, Софію, що отримала вищу медичну освіту.
1945 року виїхав до Німеччини, де жив близько чотирьох років в Аугсбурзі (Баварія).
У жовтні 1949 переїхав до Філадельфії, США. Від 1967 року жив у містечку Зайон (англ. Zion), поблизу Чикаго.
Похований на Українському цвинтарі св. Андрія у містечку Саут-Баунд-Брук (округа Сомерсет, штат Нью-Джерсі, США).